# Consalvo Sanesi
Consalvo Sanesi (n. 28 martie 1911 - d. 28 iulie 1998) a fost un pilot italian de Formula 1 care a evoluat în Campionatul Mondial între anii 1950 și 1951.